# Клаудія Медічі
Клаудія Медічі (італ. Claudia de' Medici), також Клаудія Флорентійська (нім. Claudia von Florenz; 4 червня 1604 — 25 грудня 1648) — тосканська принцеса з дому Медічі, донька великого герцога Тоскани Фердинандо I та лотаринзької принцеси Крістіни, дружина герцога Урбіно Федеріко Убальдо, згодом — ерцгерцога Передньої Австрії Леопольда V. Регентка Тіролю у 1632—1646 роках.

## Біографія

### Дитинство та перший шлюб
Клаудія народилась 4 червня 1604 року в палаццо Пітті у Флоренції. Вона була молодшою, дев'ятою, дитиною та четвертою донькою в родині великого герцога Тоскани Фердинандо I та його дружини Крістіни Лотаринзької.
У чотири роки була заручена із спадкоємним принцом герцогства Урбіно Федеріко Убальдо. Батьки виховували дівчинку в монастирі, де вона брала уроки гри на лютні та арфі, малювала картини та вчилася благочестю.
Наречений писав Клаудії пристрасні листи, висловлюючи побоювання щодо її можливого шлюбу із імператором Фердинандом II. Однак, родини дійшли згоди і весілля відбулося 1621, невдовзі після того, як Федеріко Убальдо вступив у володіння герцогством Урбіно.
Проте, після зустрічі із чоловіком, Клаудія була розчарована. Виявляється він мав коханку з місцевих акторок і мав намір продовжити вільну поведінку. Обурена, Крістіна від'їхала до Пезаро. Повернулась вона лише після того, як Федеріко Убальдо пообіцяв змінитися. У подружжя народилася єдина донька
За два роки Федеріко Убальдо раптово помер від епілептичного нападу. Ходили чутки про його отруєння. Вітторія не мала права наслідувати спадкові землі. Клаудія повернулася до монастиря у Флоренції.

### Другий шлюб та подружнє життя
Зовиця Марія Магдалена Австрійська, що доклала багато зусиль до влаштування її шлюбу із Федеріко Убальдо, знайшла їй іншого нареченого, акцентуючи увагу на заможності Клаудії. Рідний брат Марії Магдалени, Леопольд, мав багато боргів, духовний сан і був штатгальтером земель Передньої Австрії та Тиролю, потребуючи спадкоємців.
Він прибув до Риму навесні 1626, склав сан та одружився із Клаудією. Весілля відбулося 19 квітня у Іннсбруку. Шлюб виявився щасливим. Пара насолоджувалася несподіваною близькістю. Невдовзі Клаудія завагітніла, Леопольд робив все заради спокою її та майбутньої дитиниː були закриті придворний театр, балет, заборонено мисливство на кабанів та навіть громадське бичування. У лютому 1627 народилась дівчинка. Однак, швидкість, з якою ерцгерцогиня стала при надії, давала сподівання щодо скорішої появи спадкоємця. Очікуваний син народився наступного року. Всього у подружжя народилося п'ятеро дітей. 1632 року Леопольд помер, заповівши ухвалу щодо регентства над Тиролем дружиною під час малолітства їхнього сина.

### Регентство

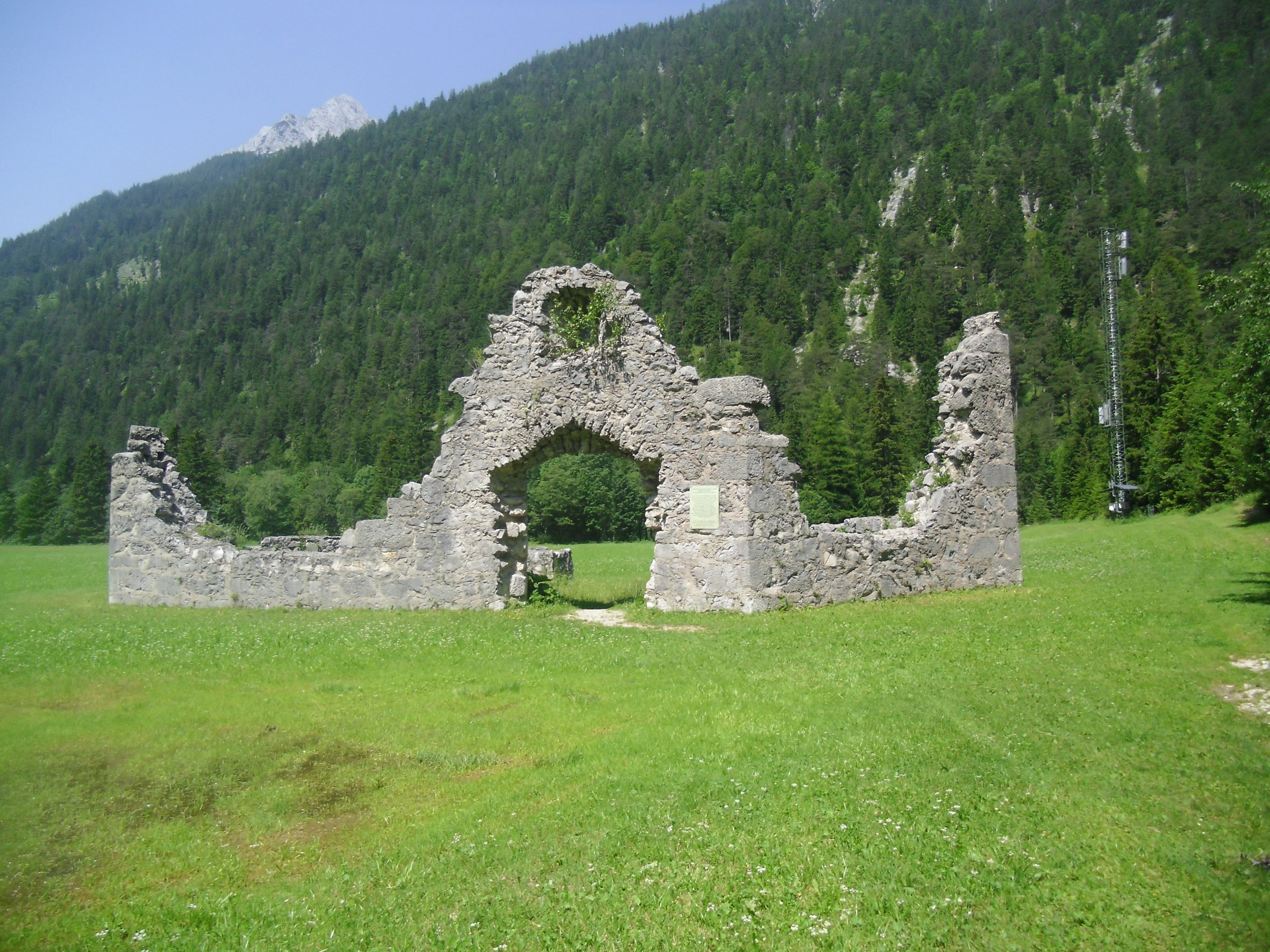
Залишки укріплення Porta Claudia Лойташу біля Шарніца

Клаудія поринула у нову для неї роль управління державою. У цьому їй допомагали п'ятеро радників. Від 1638 року канцлером Тиролю став Вільгельм Бінер.
Країна мала багато боргів, французькі та шведські війська загрожували Тиролю в рамках Тридцятирічної війни. Тому всередині держави була проведена реформа внутрішньої міліції, а в зовнішній політиці у 1639 — укладений союз з Іспанією та імператором Фердинандом II. Були збудовані додаткові укріплення замку Еренберґ (так званий, форт Клаудії), поліпшені фортеці Куфштайн та Шарніц. 
Завдяки близькості з імператорським домом Клаудія змогла розширити володіння Передньої Австрії. У 1632 вона придбала замки Івано, Тельвана та Castelalt, а в 1636-му — отримала герцогство Вюртемберзьке. Після Вестфальського миру 1648 воно повернулося до попереднього володаря, однак, ерцгерцогиня не відмовилася від прав на нього.
Щодо внутрішньої політики, то Інсбрук за її правління став чистим містом, вільним від сміття, відходів та проституції. Перелюбство суворо каралося. Відьми безжально переслідувалися, однак, з виконанням всіх інструкцій. Використовувалось право на помилування. Вбивці дітей карались більш поблажливо. Вулиці міста були вимощені. Робилось багато заходів щодо запобігання пожеж та епідемій. Правителька сприяла пожвавленню торгівлі, розвитку ремесел. Для виробництва шовку були висаджені тутові дерева. У Больцано у 1635 році був заснований торговий магістрат — двосторонній німецько-італійський спеціальний суд, що займався справами з питань коммерції, там же був створений ярмарок.
Девізом Клаудії були словаː «Бог все бачить». Протестанти та євреї терпілись у країні за певних умов. Хто не сповідувався, того висилали за межі графства. На територіях Вюртемберзького герцогства всіляко просувалась контрреформація.
Покровительствувала розвитку мистецтва. Були замовлені численні твори сакральної тематики, у тому числі, портрет мучениці Христини Тирської. Створений театр в стилі бароко, завершено будівництво Троїцької церкви в Іннсбруку.
У 1646-му вона передала повноту владу сину. Того ж року організувала його весілля із принцесою свого роду — Анною де Медічі. Молода пара віддавала перевагу проживанню у Флоренції, а не в Тиролі.
Клаудія відійшла у кращий світ 25 грудня 1648 року, за два місяці після підписання Вестфальського миру. Похована була у склепі єзуїтської церкви Іннсбрука. Наступного року її старша донька від'їхала до Італії, ставши дружиною герцога Мантуї Карла II.
Франц Карл Цоллер в своїй історії написав про неїː«Пам'ять Клаудії благословляють всі тирольці».

## Родина
Чоловік — Федеріко Убальдо, герцог Урбінський
Діти:
- Вітторія (1622—1694) — дружина великого герцога Тоскани Фердинандо II Медічі, мала трьох дітей.

Чоловік — Леопольд V, ерцгерцог Передньої Австрії
Дітиː

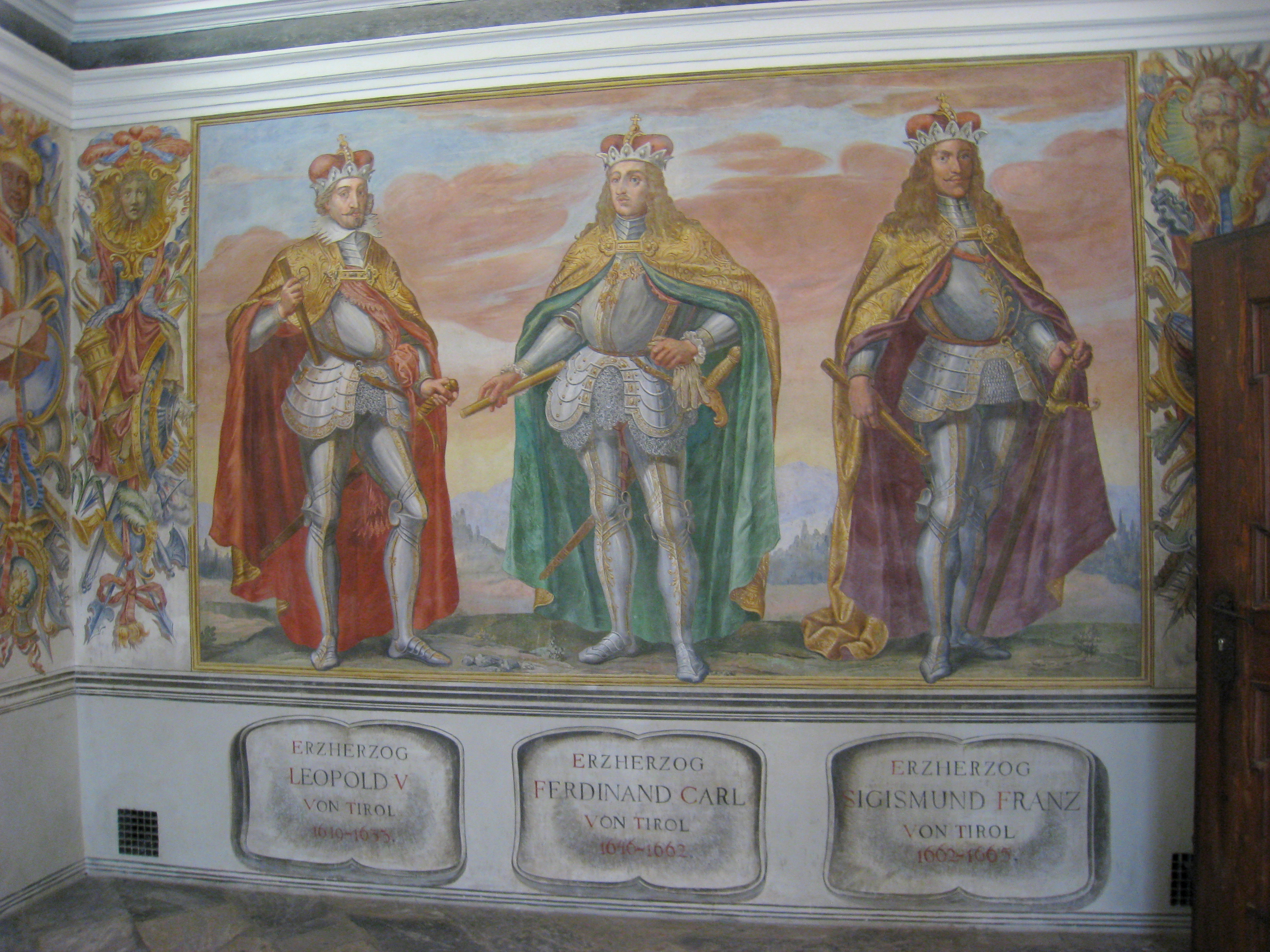
Леопольд V (зліва) та сини на портреті у замку Амбрас

- Марія Елеонора (1627—1629) — прожила 2 роки;
- Фердинанд Карл (1628—1662) — правитель Передньої Австрії у 1646—1662 роках, був одруженим з Анною Медічі, мав двох доньок;
- Ізабелла Клара (1629—1685) — дружина герцога Мантуї, Невера та Ретеля Карла II, мали єдиного сина, регентка Мантуї у 1665—1669 роках;
- Сигізмунд Франц (1630—1665) — правитель Передньої Австрії у 1662—1665 роках, був одруженим з Ядвіґою Пфальц-Зульцбаською, дітей не мав;
- Марія Леопольдіна (1632—1649) — дружина імператора Священної Римської імперії Фердинанда III, мала єдиного сина.

## Вшанування пам'яті
- У Больцано іменем Клаудії де Медічі названі вулиця та школа.
- В Іннсбруку на її честь названі вулиця та площа.[7]